# Салвареца (Ђенова)
Салвареца је насеље у Италији у округу Ђенова, региону Лигурија.
Према процени из 2011. у насељу је живело 70 становника. Насеље се налази на надморској висини од 556 м.